# Martijn Meerdink
Martijn Meerdink (Winterswijk, 15 september 1976) is een Nederlands voormalig voetballer, die bij voorkeur als rechtshalf speelde. Hij speelde voor de Nederlandse voetbalclubs De Graafschap, AZ Alkmaar en FC Groningen. Als vleugelspeler kwam hij eenmaal uit voor het Nederlands voetbalelftal.
Bij AZ maakte Meerdink in het seizoen 2004/05 deel uit van de wonderploeg die onder Co Adriaanse de halve finale van de UEFA Cup bereikte. Na een zware knieblessure in 2005 haalde hij nooit meer zijn oude vorm en ging het sindsdien bergafwaarts met zijn carrière.

## Clubvoetbal
Meerdink begon op 4-jarige leeftijd met voetballen bij WVC uit Winterswijk. De Graafschap ontdekte hem op 13-jarige leeftijd en in het seizoen 1998/1999 maakte Meerdink zijn debuut voor de 'Superboeren'. In vier seizoenen op De Vijverberg kwam Meerdink tot 20 goals in 87 duels. Vooral in zijn laatste seizoen in Doetinchem (2001/2002) was Meerdink op dreef. In 32 wedstrijden maakte de aanvallende middenvelder tien doelpunten. Met zijn goede spel dwong Meerdink in 2002 een transfer naar AZ af.

### AZ Alkmaar
In Alkmaar is Meerdink een van de sleutelspelers in de 'wonderploeg' van Co Adriaanse en groeide uit tot de beste rechtshalf van de Eredivisie. In zijn eerste drie seizoenen bij AZ kwam Meerdink tot 69 duels en 16 doelpunten. Begin 2005 werd Meerdink voor het eerst in zijn leven geselecteerd voor het Nederlands elftal.
Na een lang herstel keerde Meerdink eind 2005 terug bij AZ. Zijn goede spel leverde hem een contractverlenging op bij AZ. Ook bondscoach Marco van Basten was gecharmeerd van de comeback van Meerdink en selecteerde hem voor de tweede keer voor het Nederlands Elftal. Dit keer maakte hij dan ook zijn debuut, in de met 1-0 gewonnen oefeninterland tegen Ecuador.
Meerdink speelde vijf seizoenen voor AZ, maar sinds zijn knieblessure in 2005 ging zijn spel bergafwaarts en haalde hij nooit meer zijn oude vorm.

### FC Groningen
Vanaf de winterstop in het seizoen 2006/2007 speelde hij voor FC Groningen. In 2009 keerde Meerdink op huurbasis terug bij De Graafschap.

### BV De Graafschap
In maart 2010 maakte hij bekend vanwege blessures per direct te stoppen met voetballen.
Na het seizoen 2009/10 keerde Martijn Meerdink als amateurvoetballer terug bij WVC, de club waar hij als kind begon met de voetbalsport. Bij deze club kwam hij 2 seizoenen uit in de Derde klasse, maar na het seizoen 2011/12 besloot Meerdink volledig te stoppen. Na zijn hierboven omschreven afscheid, keerde Meerdink tijdelijk terug bij WVC om de laatste wedstrijden van het seizoen 2012/13 mee te spelen, omdat de club in erge degradatienood zat.
Meerdink was tussen 2011 en 2013 jeugdtrainer bij De Graafschap. Sinds 2013 is hij jeugdtrainer en tegelijkertijd assistent-trainer bij FC Winterswijk. In 2014 behaalde hij zijn TC2-trainersdiploma, waarmee hij de bevoegdheid verkreeg om clubs tot in de Tweede klasse te trainen.

## Interlandvoetbal

### Nederland
Als vleugelspeler bij het sterke AZ van Co Adriaanse gold Martijn Meerdink in 2005 als de beste rechtshalf van de Eredivisie. Daarom wordt Meerdink in maart 2005 door de bondscoach Marco van Basten uitgenodigd om zich aan te sluiten bij de selectie van het Nederlands voetbalelftal. Op 24 maart, twee dagen voor de WK kwalificatiewedstrijd tegen Roemenië, raakte Meerdink echter op de training in Noordwijk zwaar geblesseerd aan zijn knie en moest hierdoor gedwongen afhaken.
Na een lang herstel keerde Meerdink eind 2005 weer terug op het voetbalveld. In februari 2006 werd Meerdink wederom opgeroepen voor Oranje. Op woensdag 1 maart 2006 speelde Meerdink zijn eerste en enige interland voor het Nederlands elftal. Als vervanger van de geblesseerde Arjen Robben speelde hij de met 1-0 gewonnen vriendschappelijke interland tegen Ecuador in Amsterdam. In de 48ste minuut gaf Meerdink de assist op de scorende Dirk Kuijt. Meerdink werd hierna nog opgeroepen voor de EK kwalificatiewedstrijd tegen Luxemburg op 2 september 2006, maar bleef gedurende de hele wedstrijd bankzitter. Later werd hij opnieuw opgeroepen voor de selectie van Oranje tijdens het EK van 2008, maar raakte hij geblesseerd. Sindsdien werd hij niet meer opgeroepen. In een terugblik concludeerde Meerdink in 2012: „Die blessure in 2005 heeft me best wat gekost. Door mijn selectie voor Oranje lag ik goed in de markt. Dat was toen direct over. Ik ben er ruim een halfjaar uitgeweest en heb nooit meer het niveau gehaald van voor de blessure.”
Tegen het einde van het seizoen 2009/10 werd Meerdink opmerkelijk opgeroepen voor het Nederlands strandvoetbalteam, dat in de zomer van 2010 als een van de landenteams deelnam aan een officieus internationaal toernooi dat in Doetinchem gespeeld werd om de strandvariant van het voetbal te promoten.
Na het beëindigden van zijn spelersloopbaan in 2010, speelde Meerdink nog meerdere wedstrijden met de oud-internationals. Met deze Nederlandse selectie van voormalig Oranje-spelers speelt hij onder meer jaarlijks de nieuwjaarswedstrijden tegen de Koninklijke HFC en wedstrijden om de Legends-Cup, een indoortoernooi dat jaarlijks in Moskou gespeeld wordt tussen landenteams die allen bestaan uit oud-internationals.

## Clubstatistieken
| Seizoen | Team              | Duels | Goals | Competitie     |
| ------- | ----------------- | ----- | ----- | -------------- |
| 1998/99 | De Graafschap     | 5     | 0     | Eredivisie     |
| 1999/00 | De Graafschap     | 29    | 5     | Eredivisie     |
| 2000/01 | De Graafschap     | 20    | 5     | Eredivisie     |
| 2001/02 | De Graafschap     | 32    | 10    | Eredivisie     |
| 2002/03 | AZ                | 30    | 4     | Eredivisie     |
| 2003/04 | AZ                | 18    | 8     | Eredivisie     |
| 2004/05 | AZ                | 21    | 4     | Eredivisie     |
| 2005/06 | AZ                | 19    | 2     | Eredivisie     |
| 2006/07 | AZ                | 5     | 0     | Eredivisie     |
| 2006/07 | FC Groningen      | 10    | 0     | Eredivisie     |
| 2007/08 | FC Groningen      | 22    | 2     | Eredivisie     |
| 2008/09 | FC Groningen      | 12    | 0     | Eredivisie     |
| 2009/10 | De Graafschap     | 5     | 1     | Eerste divisie |
| Totaal  |                   | 229   | 41    |                |
|         | Nederlands elftal | 1     | 0     |                |

## Privé
Meerdink is gehuwd en heeft twee zonen die beide voetballen waaronder Mexx Meerdink die als aanvaller bij AZ voetbalt. Tevens is hij eigenaar van een eigen voetbalschool. 